# Skoki do wody na Mistrzostwach Świata w Pływaniu 2015

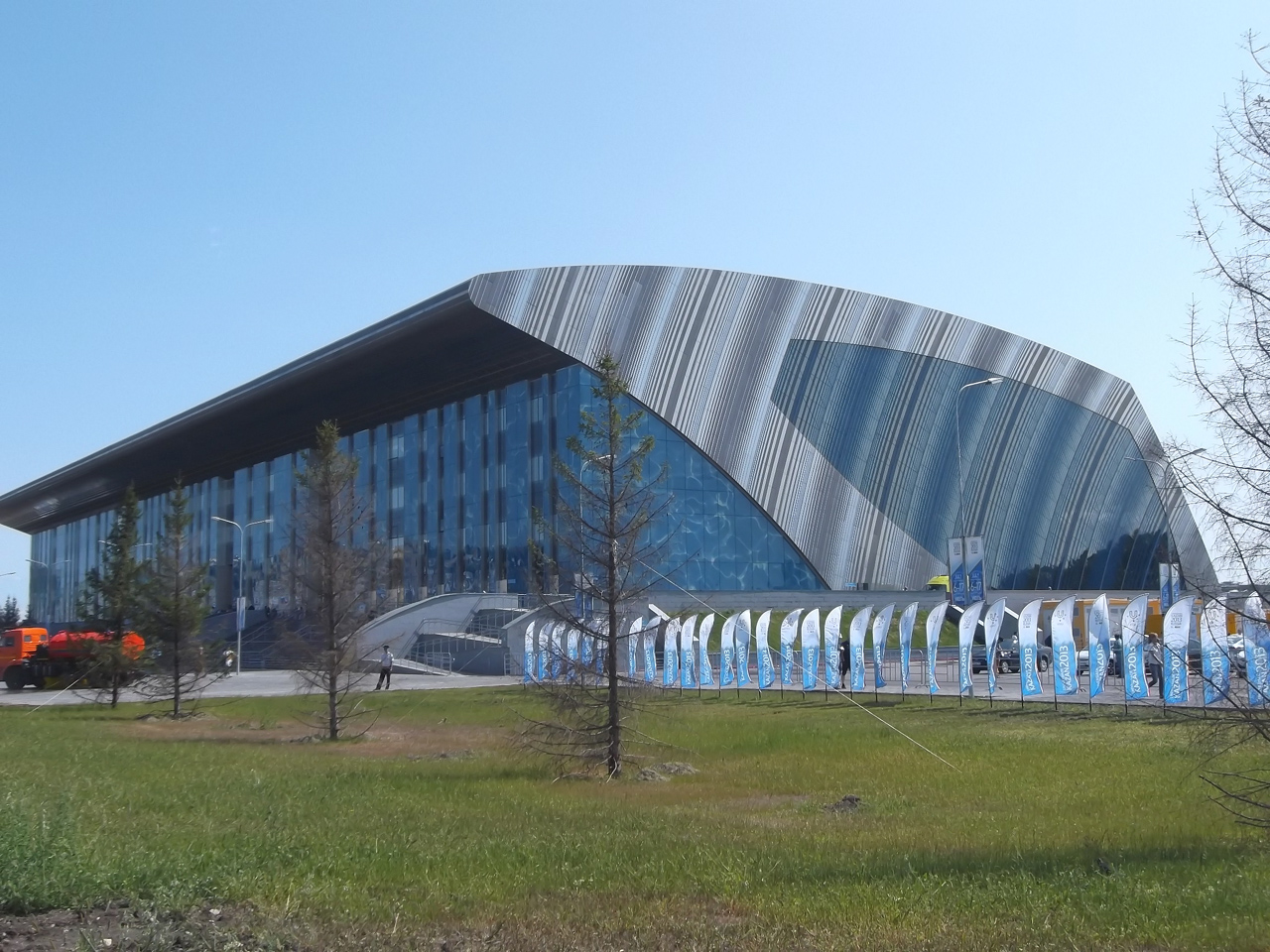
Aquatics Palace

Zawody w skokach do wody na 16. Mistrzostwach Świata w Pływaniu rozegrano w dniach 24 lipca – 2 sierpnia 2015 r. na pływalni Aquatics Palace. Rozegrano 13 konkurencji. Największą liczbę medali oraz pierwsze miejsce w klasyfikacji medalowej zdobyli reprezentanci Chin.

## Program
Źródło:
| Data       | Godzina | Konkurencja                                          |
| ---------- | ------- | ---------------------------------------------------- |
| 24 lipca   | 15:00   | Trampolina 1 m mężczyzn – eliminacje                 |
| 25 lipca   | 10:00   | Trampolina 3 m synchronicznie mężczyzn – eliminacje  |
| 25 lipca   | 15:00   | Wieża 10 m synchronicznie par mieszanych – finał     |
| 25 lipca   | 19:30   | Trampolina 3 m synchronicznie kobiet – finał         |
| 26 lipca   | 10:00   | Wieża 10 m synchronicznie mężczyzn – eliminacje      |
| 26 lipca   | 15:00   | Trampolina 1 m kobiet – eliminacje                   |
| 26 lipca   | 19:30   | Wieża 10 m synchronicznie mężczyzn – finał           |
| 27 lipca   | 10:00   | Wieża 10 m synchronicznie kobiet – eliminacje        |
| 27 lipca   | 15:00   | Trampolina 1 m mężczyzn – finał                      |
| 27 lipca   | 19:30   | Wieża 10 m synchronicznie kobiet – finał             |
| 28 lipca   | 10:00   | Trampolina 3 m synchronicznie mężczyzn – eliminacje  |
| 28 lipca   | 15:00   | Trampolina 1 m kobiet – finał                        |
| 28 lipca   | 19:30   | Wieża 10 m synchronicznie kobiet – finał             |
| 29 lipca   | 10:00   | Wieża 10 m kobiet – eliminacje                       |
| 29 lipca   | 15:00   | Wieża 10 m kobiet – półfinał                         |
| 29 lipca   | 19:30   | Konkurs drużynowy                                    |
| 30 lipca   | 10:00   | Trampolina 3 m mężczyzn – eliminacje                 |
| 30 lipca   | 15:00   | Trampolina 3 m mężczyzn – półfinał                   |
| 30 lipca   | 19:30   | Wieża 10 m kobiet – finał                            |
| 31 lipca   | 10:00   | Trampolina 3 m kobiet – eliminacje                   |
| 31 lipca   | 15:00   | Trampolina 3 m kobiet – półfinał                     |
| 31 lipca   | 19:30   | Trampolina 3 m mężczyzn – finał                      |
| 1 sierpnia | 10:00   | Wieża 10 m mężczyzn – eliminacje                     |
| 1 sierpnia | 15:00   | Wieża 10 m mężczyzn – półfinał                       |
| 1 sierpnia | 19:30   | Trampolina 3 m kobiet – finał                        |
| 2 sierpnia | 15:00   | Trampolina 3 m synchronicznie par mieszanych – finał |
| 2 sierpnia | 19:30   | Wieża 10 m mężczyzn – finał                          |

## Medaliści

### Mężczyźni
Źródło:
| Konkurencja                               | 1. miejsce                   | 1. miejsce | 2. miejsce                                  | 2. miejsce | 3. miejsce                                   | 3. miejsce |
| Konkurencja                               | Zawodnik                     | Wynik      | Zawodnik                                    | Wynik      | Zawodnik                                     | Wynik      |
| Trampolina 1 m (szczegóły)                | Xie Siyi                     | 485,50     | Ilja Kwasza                                 | 449,05     | Michael Hixon                                | 428,30     |
| Trampolina 3 m (szczegóły)                | He Chao                      | 555,05     | Ilja Zacharow                               | 547,60     | Jack Laugher                                 | 528,90     |
| Wieża 10 m (szczegóły)                    | Qiu Bo                       | 587,00     | David Boudia                                | 560,20     | Tom Daley                                    | 537,95     |
| Trampolina 3 m synchronicznie (szczegóły) | Chiny · Cao Yuan · Qin Kai   | 471,45     | Rosja · Jewgienij Kuzniecow · Ilja Zacharow | 459,18     | Wielka Brytania · Jack Laugher · Chris Mears | 445,20     |
| Wieża 10 m synchronicznie (szczegóły)     | Chiny · Chen Aisen · Lin Yue | 495,72     | Meksyk · Iván García · Germán Sánchez       | 448,89     | Rosja · Roman Izmajłow · Wiktor Minibajew    | 441,33     |

### Kobiety
Źródło:
| Konkurencja                               | 1. miejsce                       | 1. miejsce | 2. miejsce                                  | 2. miejsce | 3. miejsce                                     | 3. miejsce |
| Konkurencja                               | Zawodniczka                      | Wynik      | Zawodniczka                                 | Wynik      | Zawodniczka                                    | Wynik      |
| Trampolina 1 m (szczegóły)                | Tania Cagnotto                   | 310,85     | Shi Tingmao                                 | 309,20     | He Zi                                          | 300,30     |
| Trampolina 3 m (szczegóły)                | Shi Tingmao                      | 383,55     | He Zi                                       | 377,45     | Tania Cagnotto                                 | 356,15     |
| Wieża 10 m (szczegóły)                    | Kim Kuk-hyang                    | 397,05     | Ren Qian                                    | 388,00     | Pandelela Rinong                               | 385,05     |
| Trampolina 3 m synchronicznie (szczegóły) | Chiny · Shi Tingmao · Wu Minxia  | 351,30     | Kanada · Jennifer Abel · Pamela Ware        | 319,47     | Australia · Samantha Mills · Esther Qin        | 304,20     |
| Wieża 10 m synchronicznie (szczegóły)     | Chiny · Chen Ruolin · Liu Huixia | 359,52     | Kanada · Meaghan Benfeito · Roseline Filion | 339,99     | Korea Północna · Kim Un-hyang · Song Nam-hyang | 325,26     |

### Konkurencje mieszane
Źródło:
| Konkurencja                                              | 1. miejsce                                       | 1. miejsce | 2. miejsce                                           | 2. miejsce | 3. miejsce                                | 3. miejsce |
| Konkurencja                                              | Zawodnicy                                        | Wynik      | Zawodnicy                                            | Wynik      | Zawodnicy                                 | Wynik      |
| Trampolina 3 m synchronicznie par mieszanych (szczegóły) | Chiny · Wang Han · Yang Hao                      | 339,90     | Kanada · Jennifer Abel · François Imbeau-Dulac       | 317,01     | Włochy · Tania Cagnotto · Maicol Verzotto | 315,30     |
| Wieża 10 m synchronicznie par mieszanych (szczegóły)     | Chiny · Si Yajie · Tai Xiaohu                    | 350,88     | Kanada · Meaghan Benfeito · Vincent Riendeau         | 309,66     | Australia · Domonic Bedggood · Melissa Wu | 308,22     |
| Konkurs drużynowy (szczegóły)                            | Wielka Brytania · Tom Daley · Rebecca Gallantree | 434,65     | Ukraina · Ołeksandr Horszkowozow · Julija Prokopczuk | 426,45     | Chiny · Chen Ruolin · Xie Siyi            | 425,40     |

## Klasyfikacja medalowa
Źródło:
| Miejsce | Państwo           | Złoto | Srebro | Brąz | Razem |
| ------- | ----------------- | ----- | ------ | ---- | ----- |
| 1.      | Chiny             | 10    | 3      | 2    | 15    |
| 2.      | Wielka Brytania   | 1     | 0      | 3    | 4     |
| 3.      | Włochy            | 1     | 0      | 2    | 3     |
| 4.      | Korea Północna    | 1     | 0      | 1    | 2     |
| 5.      | Kanada            | 0     | 4      | 0    | 4     |
| 6.      | Rosja             | 0     | 2      | 1    | 3     |
| 7.      | Ukraina           | 0     | 2      | 0    | 2     |
| 8.      | Stany Zjednoczone | 0     | 1      | 1    | 2     |
| 9.      | Meksyk            | 0     | 1      | 0    | 1     |
| 10.     | Australia         | 0     | 0      | 2    | 2     |
| 11.     | Malezja           | 0     | 0      | 1    | 1     |